# Thinzar Shunlei Yi
Thinzar Shunlei Yi (tiếng Miến Điện: သဉ္ဇာရွှန်းလဲ့ရည်, IPA: [θɪ̀ɴzà ʃʊ́ɴlɛ̰ jì]; sinh ngày 14 tháng 11 năm 1991) là một nhà hoạt động dân chủ và người dẫn chương trình truyền hình người Miến Điện. Sau cuộc đảo chính năm 2021, cô đã giúp tổ chức các cuộc biểu tình quần chúng chống lại Tatmadaw (quân đội Myanmar). Kể từ năm 2022, cô sống lưu vong ở Thái Lan.

## Đầu đời
Thinzar Shunlei Yi sinh ra ở thị trấn Sagaing, là con cả trong một gia đình có ba người con. Là con gái của một gia đình quân nhân, cô đã trải qua mười sáu năm đầu của cuộc đời mình trong các khu nhà quân sự và ủng hộ Tatmadaw khi còn nhỏ.
Cô di chuyển hai năm một lần, sống ở bang Rakhine và bang Mon, cùng những nơi khác, và theo học một số trường trung học quân sự. Cuối cùng cô định cư ở Yangon vào khoảng năm 2010.
Khi còn là một thiếu niên, Thinzar Shunlei Yi đã bị một gia sư tấn công tình dục. Cô từng mắc chứng rối loạn trầm cảm và tự trách bản thân về vụ việc.

## Hoạt động chính trị

### Trước năm 2021
Sau khi chuyển đến Yangon, Thinzar Shunlei Yi đã trải qua một sự thay đổi về ý thức hệ. Cô ít ủng hộ quân đội hơn sau khi gặp một số tù nhân chính trị cũ tại cơ sở của Trung tâm Mỹ tại Yangon, và coi Aung San Suu Kyi là người truyền cảm hứng cho các hoạt động sau này của mình.
Cô đã bắt đầu hoạt động chính trị từ năm 2012 khi đồng tổ chức một cuộc tuần hành ôn hòa vào Ngày Quốc tế Hòa bình. Cuối cùng, cô trở thành nữ điều phối viên quốc gia đầu tiên của Đại hội Thanh niên toàn quốc, và là chủ tịch Mạng lưới thanh niên Yangon. Trong thời gian này, cô thường xuyên bị quấy rối trực tuyến và bôi nhọ trên các trang web khiêu dâm.
Năm 2017, cô đồng sáng lập và dẫn chương trình Under 30 Dialogue (tạm dịch: Đối thoại dưới 30 tuổi), một chương trình truyền hình định hướng chính trị cho giới trẻ trên Mizzima TV. Hiện không rõ tình trạng của chương trình sau sự kiện Đảo chính năm 2021.
Vào năm 2018, cô và 16 nhà hoạt động khác, bao gồm Maung Saungkha, bị giam giữ vì phản đối cuộc đàn áp người Rohingya. Các vụ xét xử cô kéo dài trong hai năm và kết thúc bằng một bản án. Cô đã bày tỏ sự thất vọng về Aung San Suu Kyi, người mà trước đây cô từng coi như thần tượng, vì sự thụ động của bà trong vụ đàn áp.

### 2021–nay: Hậu đảo chính
Sau cuộc đảo chính tháng 2 năm 2021, Thinzar Shunlei Yi lập tức lẩn trốn để tránh bị truy bắt ngay sau khi lệnh bắt giữ cô được công bố vào tháng 3 hoặc 20 tháng 4. Việc thường xuyên bị tiết lộ thông tin cá nhân bởi các nguồn tin thân Tatmadaw khiến cô phải thay đổi nơi ẩn nấp thường xuyên quanh vùng Yangon. Một số người bạn của cô đã bị bắt cóc, tra tấn và giết hại. Vào tháng 5 năm 2021, cô đã làm chứng thông qua video call trước Ủy ban Đặc biệt về ngoại giao của Hạ viện Anh về tình trạng của Myanmar dưới sự quản lý của chính quyền quân sự. Sau một tháng rưỡi lẩn trốn, cô lánh nạn trong rừng nhiệt đới của Miến Điện và gia nhập một nhóm phiến quân, nhưng đến cuối cùng đã rời bỏ. Một tháng sau đó, mùa hè năm 2021, Thinzar Shunlei Yi đã vượt qua biên giới Myanmar–Thái Lan để tìm nơi lưu vong và kể từ tháng 1 năm 2022, người ta không còn biết tung tích chính xác của cô.

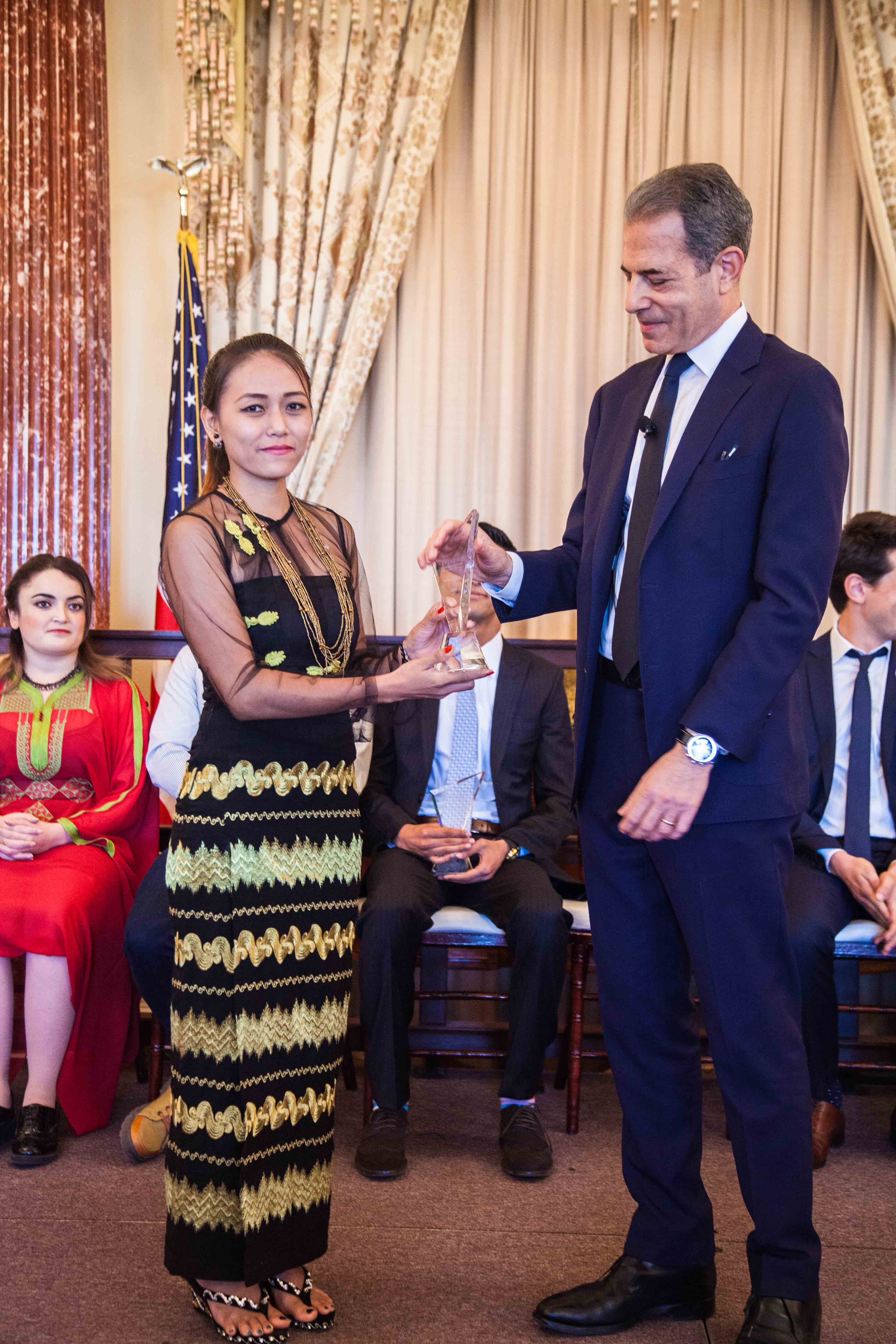
Thinzar Shunlei Yi với Thứ trưởng Ngoại giao Richard Stengel tại lễ trao giải Nhà lãnh đạo trẻ mới nổi 2016

Năm 2022, cô xuất bản tự truyện với một nhà báo Pháp. Kể từ năm 2022, cô đang điều hành chiến dịch #Sisters2Sisters nhằm mục đích nâng cao nhận thức về bạo lực tình dục do chính quyền quân sự gây ra và là cộng tác viên thường xuyên trên các hãng tin phương Tây như CNN và The Australian.

## Giải thưởng và vinh danh
Năm 2016, Thinzar Shunlei Yi đã giành được Giải thưởng Nhà lãnh đạo trẻ mới nổi từ Bộ Ngoại giao Hoa Kỳ nhờ việc tổ chức Diễn đàn Thanh niên ASEAN và lễ kỷ niệm Ngày Quốc tế Thanh Thiếu niên, cùng với các hoạt động chăm sóc sức khỏe tâm thần.
Năm 2019, cô giành chiến thắng ở hạng mục Truyền thông & Liên lạc Giải thưởng Phụ nữ của Đông Nam Á Tương lai.
Vào năm 2022, cô đã giành được Giải thưởng Nhân quyền Magnitsky "Nhà hoạt động trẻ xuất sắc" vì vận động cho những người di tản ở bang Kachin, Myanmar; tổ chức các buổi diễu hành nhân Ngày Quốc tế Hòa bình và thành lập chiến dịch #Sisters2Sisters.